# X-23
(Laura Kinney)
X-23, il cui vero nome è Laura Kinney, è un personaggio dei fumetti statunitensi pubblicati da Marvel Comics. Creata da Craig Kyle (storia), Chris Yost (testi), Steven E. Gordon (disegni) e Kimberly Bowles (assistente al design dei personaggi), la sua prima apparizione avvenne nella serie animata X-Men: Evolution e dato il grande successo si decise di inserirla anche nella continuity ufficiale facendola esordire nella serie a fumetti NYX n. 3 (dicembre 2003).

## Storia editoriale
Gli ideatori del personaggio, Craig Kyle e Chris Yost, dopo aver curato la trama dell'episodio televisivo nel quale il personaggio era esordito, idearono anche le storie a fumetti che ne rivelava le origini dedicando al personaggio due miniserie di sei numeri, sempre scritte da Craig Kyle e Christopher Yost ed edite la prima nel 2005, X-23, e la seconda nel 2007, X-23: Target X. Nel 2010, il personaggio venne affidato a Marjorie Liu che dopo uno one-shot, X-23 (vol. 1), scrisse le storie della serie regolare mensile, X-23 (vol. 2), edita fino al 2012.
All'interno poi del progetto di rilancio delle serie a fumetti, nella linea All New All Different Marvel, dopo la morte di Wolverine, Laura Kinney prende il suo posto e gli viene dedicata la serie a fumetti All-New Wolverine (vol. 1) scritta da Tom Taylor.

## Biografia del personaggio

### X-23: Innocenza perduta
Una task-force segreta di scienziati si associò con l'intento di ricreare l'originale Arma X e riprodurre il genoma del mutante Wolverine, tuttavia fino a quando non si unì al progetto la genetista Sarah Kinney tutti i prototipi fino ad allora creati si rivelarono un fallimento. La dottoressa, assieme al chirurgo Zander Rice protégé di Sutter e dirigente della struttura, cominciò a lavorare sui resti di DNA appartenenti ad Arma X proponendo di creare un clone femminile visto che il materiale genetico non era sufficiente a ricreare un clone dell'originale, ma la sua proposta fu bocciata. Segretamente Sarah si iniettò un embrione da lei creato colmando le lacune genetiche dell'originale con il proprio, cosicché ad esperimento in corso i suoi superiori non ebbero altra scelta se non approvarlo. Dopo il parto la chiamò segretamente Laura mentre per Facility, l'agenzia per la quale lavorava, la piccola fu denominata X-23. Durante i sette anni successivi Laura fu rinchiusa in una cella imbottita dalla quale usciva solamente per essere addestrata nelle arti marziali e nell'uso delle armi. Esposta ad alcuni differenti tipi di radiazioni che ne fecero attivare il potenziale mutante, Zander estrasse i suoi artigli protrattili e glieli reinnestò rinforzati d'adamantio. Durante la crescita venne addestrata in modo da reagire ad un attivatore, una sostanza capace di farla cadere in un trance in cui la sua coscienza e la sua volontà vengono soppresse lasciando spazio solo al massacro sistematico di chi ne emana l'aroma. Per rientrare dei capitali spesi nella sua creazione e far aumentare i fondi di Facility, X-23 fu usata dai suoi creatori come assassina a pagamento. In una delle tante missioni, travestita da bambina paralitica, massacrò il candidato alla presidenza Greg Johnson, la sua famiglia, le guardie del corpo e tutte le persone presenti nell'auditorium. Durante un'altra missione Zander Rice, figlio di uno dei tecnici che parteciparono alla creazione dell'originale Arma X ed in seguito assassinato da Wolverine decise di vendicarsi della piccola abbandonandola in una base HYDRA piena di soldati: X-23 sopravvisse e tornò alla base. Tempo dopo uccise il rapitore della cugina Megan e fu utilizzata in segreto da Rice per uccidere l'intera famiglia Sutter, compreso il figlio, che in realtà era nato dalla relazione extraconiugale tra lo stesso Rice e la moglie di Sutter. Venuta a conoscenza di ciò, Sarah decise di uccidere tutti i componenti di Facility e scappare con Laura da Xavier. Il loro piano fu però ostacolato ancora una volta da Rice che, sospettando un tradimento di Sarah, le applicò di nascosto qualche goccia di attivatore. Al momento della fuga, l'odore fece andare fuori controllo X-23 che la uccise. Le ultime parole di Sarah furono per la figlia e con solamente qualche foto di Xavier e Wolverine, Laura si diresse dove abitavano Megan e sua zia Debbie.

### X-23: Bersaglio X
Tempo dopo, X fu catturata dallo S.H.I.E.L.D. e sottoposta ad interrogatorio da Capitan America e Matt Murdock. La giovane cominciò così a raccontar loro le sue vicissitudini passate, a partire da quando presentandosi come la figlia di Sarah andò a vivere nella casa di sua zia Debbie a S.F. Lì incontrò il fidanzato della zia, che si rivelò un agente di Facility e dopo averlo ucciso mise in salvo la famiglia prima che irrompessero nella casa, sia gli agenti Facility che Kimura, sua sadica aguzzina nel periodo in cui cresceva all'interno dell'agenzia. Fatta esplodere la casa scappò dall'unico parente rimastole: Wolverine. Raggiunto lo Xavier Institute, ingaggiò il mutante in combattimento, che avendo ricevuto una dettagliata lettera da Sarah prima della sua morte evitò di essere troppo violento durante la lotta. Giunta al termine del suo racconto, Murdock era pienamente convinto della sua innocenza, mentre Capitan America voleva che pagasse per i suoi crimini, tuttavia X fu rilasciata dallo S.H.I.E.L.D. e messa sotto sorveglianza per un suo futuro utilizzo come arma al soldo del Governo degli Stati Uniti.

### NYX
Riapparsa a New York City, lavorò per lo sfruttatore Zebra Daddy come prostituta specializzata in masochismo. Qui cominciò la sua abitudine a tagliarsi nei momenti in cui provava forti e nuove emozioni, abitudine che verrà mostrata anche in futuro. Durante questo periodo incontrò le mutanti Kiden Nixon, capace di congelare il tempo intorno a lei, e Tatiana Caban, capace di trasformarsi in animale. Le tre si avvicinarono sempre più fino a diventare amiche e con il loro aiuto e quello di Bobby Soul e Fratellino, X riuscì a fuggire dalle grinfie di Zebra che uccise per salvare la vita delle amiche.

### X-Men
Una serie di efferati omicidi nel quartiere di Mutant Town attirò l'attenzione degli X-Men per il modus operandi: le vittime presentavano tutte ferite da armi da taglio simili a quelle che lasciavano gli artigli di Wolverine. Gli X-Men decisero di indagare e cominciarono dal Wannabee's luogo di ritrovo mutante. All'interno Marvel Girl e Wolverine furono attaccati da Laura, che ritenendoli nemici non esitò a mettere fuori combattimento la prima e a ferire gravemente il secondo. Una volta fuori la ragazza fu catturata dal resto del team e dopo aver svelato la propria identità e il motivo per il quale aveva compiuto gli omicidi, per salvare la vita alla ragazza di un suo amico, fuggì prima dell'arrivo della polizia. Laura ritornò in scena aiutando gli X-Men a salvare alcuni feriti dopo un incidente automobilistico e affidata alla custodia dello Xavier Institute fu assegnata in camera con Shadowcat e Rachel, sviluppando un forte senso di protezione verso Logan tanto da scagliarsi violentemente contro Alfiere, colpevole solo di averlo atterrato durante una sessione di allenamento. Tempo dopo, Laura seguì Wolverine in missione nella Terra Selvaggia dove fu attaccata dai sauropodi Hauk'ka e chiamati in aiuto gli X-Men, riuscì a fuggire da una seconda imboscata unendosi alla rediviva Psylocke, al signore della Terra Selvaggia Ka-Zar e ai mutanti guidati dal malvagio Brainchild per impedire che, con l'aiuto di Tempesta, gli Hauk'ka alterassero il clima facendo estinguere l'umanità e conquistando il pianeta. Terminata la missione, X lasciò nuovamente l'istituto.

### Decimazione
Dopo House of M e la decimazione Laura tornò allo Xavier Institute su insistenza di Wolverine assistendo all'esplosione del bus che portava in salvo gli studenti depotenziati. Scelta per far parte della formazione dei New X-Men, a dispetto di quanto garantiva Wolverine, non godette della fiducia di Emma Frost che non facendosi alcuno scrupolo utilizzò la propria telepatia per mostrarle gli ultimi dolorosi istanti di vita della madre. Durante una sessione di allenamento nella Caverna del Pericolo, salvò la vita a Satiro sviluppando per lui una particolare affezione; assegnata in camera con Dust dopo il ritrovamento del mutilato Icarus, l'avvertì di non andare all'incontro che lui le aveva proposto. Preoccupata per l'amica, la stordì e ne prese il posto, venendo uccisa. Intanto allo Xavier Institute il reverendo William Stryker cominciò la sua crociata contro i mutanti venendo in ultimo ucciso da Elixir. Assieme ai New X-Men partì alla volta di Dallas per salvare Forge minacciato dalla Sentinella Nimrod. Durante la battaglia fu ferita tanto gravemente che il suo fattore rigenerante non riuscì a guarirla e solamente l'intervento di Satiro ed Elixir le impedì di morire. Dopo questi eventi, i sentimenti che già provava per il ragazzo crebbero ulteriormente.

### La caduta di Mercury
Dopo aver ascoltato una discussione fra Emma e Laura, Cessily scopre che la prima sta facendo di tutto per allontanare l'amica dall'istituto e le propone di andare a prendere assieme un caffè e parlare dell'attrazione che Laura prova per Julian. Durante l'incontro il locale viene fatto esplodere dagli agenti di Facility e Mercury rapita da Kimura. All'istituto, Julian costringe Laura a portarlo con lei al salvataggio di Cessily e i due s'incontrano quindi con il criminale Gufo per giungere infine nel luogo dove è rinchiusa l'amica. Soccorsa Mercury, Facility libera contro di loro tre Predatori X, creati per dare la caccia ai mutanti. Sconfitti due dei tre mostri e soccorsi dagli X-Men, i tre giovani ritornano all'istituto mentre Emma Frost condiziona Kimura in modo che vada alla ricerca di chi l'aveva precedentemente assoldata per far provare loro ciò che Laura aveva subito durante i suoi anni di prigionia.

### Alla ricerca di Magik
Tempo dopo, l'intero Xavier Institute viene inghiottito nel Limbo, dimensione infernale dominata dal demone Belasco. Qui gli studenti vengono tutti presi in ostaggio, ed X-23 torturata e ridotta in nient'altro che resti di tessuto ed ossa, prima di essere riportata in vita e torturata nuovamente. Assieme agli altri studenti, X viene salvata dall'arrivo di Pixie e Magik, che ucciso Belasco riportano tutti indietro.
Durante World War Hulk X riesce a ferire Hulk agli occhi, mutilandoglieli. Messi fuori combattimento gli altri New X-Men, viene afferrata per le braccia e scaraventata attraverso tutto lo Xavier Institute.

### Messiah Complex
Facendo una ricerca fra di loro, gli studenti scoprono che il più giovane mutante sulla Terra è il loro compagno Indra. Durante una discussione con Prodigy, Surge bacia Satiro per ripicca e Laura fugge dalla stanza per rifugiarsi in bagno. Cessily le corre dietro e scopre che in preda alla rabbia ha completamente distrutto la stanza e si è anche ferita a braccia e gambe. L'amica la rassicura che oramai non è più sola e la vicenda si chiude con Laura, Cessily e Sooraya felici e rilassate sdraiate sul pavimento. Poco tempo dopo la nascita e il rapimento dalla neonata mutante, X assieme ai New X-Men si reca a Washington, D.C per scoprire se i responsabili sono i Purificatori già colpevoli della morte dei loro amici nell'esplosione del bus. All'interno della loro chiesa vengono colti di sorpresa da Lady Deathstrike e dai suoi Reavers: la cyborg ferisce gravemente Satiro e i giovani mutanti riescono a fuggirle per poco. Tornati tutti allo Xavier Institute, su richiesta di Wolverine prende parte alla nuova formazione di X-Force che dirigendosi in Canada ritrova Cable e la neonata sotto attacco dei Reavers: X comincia uno scontro in solitaria con Lady Deathstrike che termina con il suo smantellamento.

### X-Force
Assoldata da Ciclope, Laura viene mandata a investigare sulla sottrazione della testa di Bastion, ad opera dei Purificatori, da uno dei depositi S.H.I.E.L.D.. Affidata la missione nelle mani di X-Force, il gruppo giunge nel luogo di riunione dei Purificatori dove viene mostrata loro una prigioniera Wolfsbane, prima che Laura desse inizio ad uno scontro. Quando verrà costretta da Wolverine a spiegare le sue azioni, ammetterà di stare lavorando principalmente per Ciclope il cui obiettivo primario era uccidere Riseman a qualunque costo, e che la salvaguardia della vita del suo stesso team non era la cosa più importante. Recuperata Wolfsbane, X-Force richiede l'aiuto di Elixir per curarne l'overdose di eroina: ripresasi dalle ferite, alla vista di Angelo, Wolfsbane assume il suo aspetto lupesco e gli strappa via le ali, dopodiché lotta contro X-23 che si lascia recidere la giugulare per evitare di combattere contro la ragazza. Ripresasi, Laura assiste alla trasformazione di Angelo in Arcangelo che dopo aver sconfitto X-Force si reca nel luogo di scontro tra le fazioni di Purificatori guidate da Bastion e Riseman, uccidendo chiunque abbia un paio d'ali. Seguito da X-Force, mentre Wolverine tiene occupato l'androide, X uccide finalmente Riseman impegnato contemporaneamente in un altro scontro con Eli Bard, misterioso essere dalle sembianze demoniache capace di assorbire la via degli individui. Tornati alla base, il gruppo riparte alla volta di Tokyo per catturare Svanitore e prendere la fiala di Legacy in suo possesso. Giunti sul posto una serie di circostanze sfortunate, fra cui la comparsa di Domino, impediscono di portare a termine la missione secondo il piano originario. Grazie all'aiuto di Elixir riescono ad obbligare lo Svanitore a collaborare e a farsi portare nella base di Sinistro dove si scontrano con alcuni cloni dei Marauders, almeno fino a quando non compare il Right: durante l'invetabile scontro, a Laura viene inoculato il virus curato poi grazie ad Elixir. Ritornata alla base con il resto del gruppo, viene inviata ad investigare sulla morte di mutanti affetti da Legacy ai comizi elettorali degli Amici dell'Umanità. Quando Ciclope rende nota la scomparsa di Surge, Satiro e Boom-Bomm ad opera della Lega Sapiens della Regina Lebbrosa, X-Force ne rintraccia il quartier generale assaltandolo. Tuttavia, prima che riescano ad ucciderla e sventare l'omicidio di Boom-Boom vengono spediti nel futuro a dar man forte a Cable e Hope prigionieri di Stryfe. Benché durante questo periodo fosse diventata amica della piccola, X dovette tornare nel presente al termine della missione e completare quella lasciata in sospeso prima di partire uccidendo la Regina. Catturata da Facility venne trasportata in una delle loro basi dove Kimura provvide a mutilarla di un braccio prima di essere soccorsa dall'agente Morales di H.A.M.M.E.R. con la quale riuscì a fuggire dalla struttura distruggendola.

## Poteri e abilità
Essendo un clone di Wolverine, X-23 possiede come principale abilità mutante un accelerato fattore di guarigione capace di rigenerare tessuti, organi, ossa e quant'altro sia stato danneggiato. Il fattore di guarigione accelera e potenzia anche le sue difese immunitarie, rendendola praticamente immune alle malattie, alle droghe ed alle infezioni esterne. Tuttavia il suo fattore di guarigione non è potente come quello di Wolverine, guarisce meno efficacemente ed è più suscettibile ai danni. Oltre a ciò, possiede sensi, agilità, forza e riflessi superumani. Come Wolverine, possiede artigli protrattili rivestiti d'adamantio, ma al contrario dell'uomo, i suoi tre artigli sono divisi fra le nocche di entrambe le mani (due lame) e i piedi (unica lama). Laura possiede solo artigli d'adamantio, non l'intero scheletro come Wolverine: ciò la rende meno resistente e più soggetta alla frattura degli arti.
Oltre ad eccellenti abilità di combattente, ed esperta in armi da fuoco e da taglio, dall'addestramento da assassina le deriva anche la conoscenza di molte lingue, fra cui l'arabo e il francese.

## Altre versioni

### X-Men: The End
Nel futuro alternativo degli X-Men, Laura è divenuta una dei membri di punta del gruppo X.S.E. e assieme ad M viene inviata ad Hong Kong per rintracciare la rinnegata Sage, che grazie a Uomo Ghiaccio viene catturata ed interrogata. Poco dopo, assieme a Marvel Girl, Wolverine ed M viene inviata alla ricerca di Sinistro, Gambit. Il gruppo ritrova i loro cari, ma nella residenza di Sinistro viene fermato da Martinique e Regan Wyngarde, che fanno loro vivere alcune fantasie. Nel caso di Laura quella di una vita tranquilla assieme al suo compagno un uomo molto somigliante a Fantomex, e alla sua bambina. Poco dopo, X parte alla volta dello spazio Shi'ar, dove si svolgerà la battaglia finale.

### L'era di Apocalisse
In questo universo alternativo, X-23 ritrovata nei laboratori di Sinistro da Magneto, è una mutante giapponese figlia di Wolverine e Mariko Yashida. Al contrario della sua controparte originale, questa possiede tre lame per ogni mano e un intero scheletro rivestito d'adamantio, innestatole, su sua richiesta, da Magneto.

## Altri media

### Televisione
- Il personaggio fece la sua prima comparsa in assoluto nel quarantunesimo episodio della serie animata X-Men: Evolution, intitolato proprio X-23.
- X-23 ricompare nella più recente serie animata Wolverine e gli X-Men.

### Cinema
(X-23 rivolta alla variante di suo padre Logan nel film Deadpool & Wolverine)
- Laura Kinney appare nel film Logan: The Wolverine (2017), interpretata da Dafne Keen. In tale versione si presenta come una ragazzina undicenne dotata di notevole forza, agilità e delle classiche guaine di adamantio. Ha un carattere forte e inoltre è bilingue essendo nata in una clinica in Messico tramite inseminazione artificiale.
- Dafne Keen ha ripreso nuovamente il ruolo di X-23, dopo sette anni, nel trentaquattresimo film del Marvel Cinematic Universe Deadpool & Wolverine (2024). Laura, ormai un'adolescente, venuta da un altro universo alternativo (catalogato come la Terra-17315), è la leader della Resistenza (ossia come i Resistenti) che guida gli altri tre supereroi rimasti e sopravvissuti nel Vuoto (Elektra, Blade e Gambit) e i due nuovi arrivati (Deadpool e Wolverine), per sconfiggere Cassandra Nova (la sorella gemella malvagia del leader e fondatore degli X-Men, il professor Charles Xavier) che sta minacciando di devastare le realtà parallele e nella quale riuscirà a convincere la variante di suo padre Logan di riunirsi con il Mercenario Chiacchierone e gli altri membri del gruppo. Alla fine della missione, X-23 viene riportata nel suo universo natale e, a differenza degli altri tre personaggi che sono tornati a casa nei loro rispettivi mondi dalla TVA (Time Variance Authority) per conto di Deadpool, si riunisce alla festa per la spogliarellista Vanessa Carlysle con Wade e Logan. In questo film fa vedere anche un artiglio nel centro dei suoi piedi e indossa ancora gli stessi occhiali da sole come viene visto nella sua prima comparsa (Logan: The Wolverine).

### Videogiochi
- X-23 appare in Marvel vs. Capcom 3: Fate of Two Worlds.
- X-23 appare in Ultimate Marvel vs. Capcom 3.
- X-23 appare come personaggio giocabile in Marvel: Avengers Alliance.
- X-23 appare come personaggio giocabile in Marvel Heroes.
- X-23 appare come personaggio giocabile in Marvel: Sfida dei campioni.
- X-23 appare come personaggio giocabile in Marvel Future Fight.

### Musica
Riferimenti ad X-23 e alla sua attrazione per Satiro si trovano nel testo della canzone Nrrrd Grrrl di MC Chris.